# Charlie George
Frederick Charles „Charlie“ George (* 10. Oktober 1950 in Islington) ist ein ehemaliger englischer Fußballspieler.

## Leben und Karriere
Der im Londoner Stadtteil Islington geborene Engländer begann seine Karriere als Jugendlicher bei New Middleton. 1966 kam er zum FC Arsenal. George war schon von Kindesbeinen an ein Fan der Gunners. Sein Debüt für den Klub gab er im August 1969. In der Saison 1969/70 war er Stammspieler in der Arsenal-Mannschaft. George spielte in beiden Endspielen des Messepokal-Erfolgs der „Gunners“ 1970 gegen den RSC Anderlecht. In der darauffolgenden Saison brach sich der Stürmer den Knöchel, konnte sich aber schnell von der Verletzung erholen und war ein wichtiger Spieler beim Meistertitel und Pokalsieg 1971. George erzielte den entscheidenden Treffer im FA-Cup-Finale gegen den FC Liverpool. Nach vielen Verletzungen und Streitigkeiten mit den Arsenal-Vorstand wechselte er 1975 zu Derby County, doch bei Derby – wie auch bei anderen britischen Klubs (FC Southampton, Nottingham Forest, AFC Bournemouth und Dundee United) – konnte er nicht an seine alten Erfolge anschließen. 
Der Engländer machte auch fußballerische Abstecher nach Hongkong (Bulova SA), Australien, wo er im Juni und Juli 1977 sechs Partien für St. George Budapest bei der Erstausspielung der National Soccer League absolvierte, und USA (Minnesota Kicks). George beendete seine Karriere 1983 bei Dundee United in Schottland. International spielte er ein Mal für die englische Fußballnationalmannschaft gegen Irland am 8. September 1976. Nach seiner aktiven Laufbahn arbeitete George als Mechaniker, heute führt er Touren durchs Emirates Stadium in London.

## Erfolge
- 1 × englischer Meister mit dem FC Arsenal (1971)
- 1 × englischer Pokalsieger mit dem FC Arsenal (1971)
- 1 × Messepokalsieger mit dem FC Arsenal (1970)